# Лісове (платформа)
Лісове (рос. Лесное) — зупинний пункт Жовтневої залізниці на лінії Санкт-Петербург-Балтійський — Луга І. Розташований в Пушкінському районі Санкт-Петербурга, за 1,5 км від села Кондакопшино, за 1,5 км від однойменного селища.
Залу очікування і квиткових кас біля платформи немає.